# جشنواره لاله آلبانی (نیویورک)

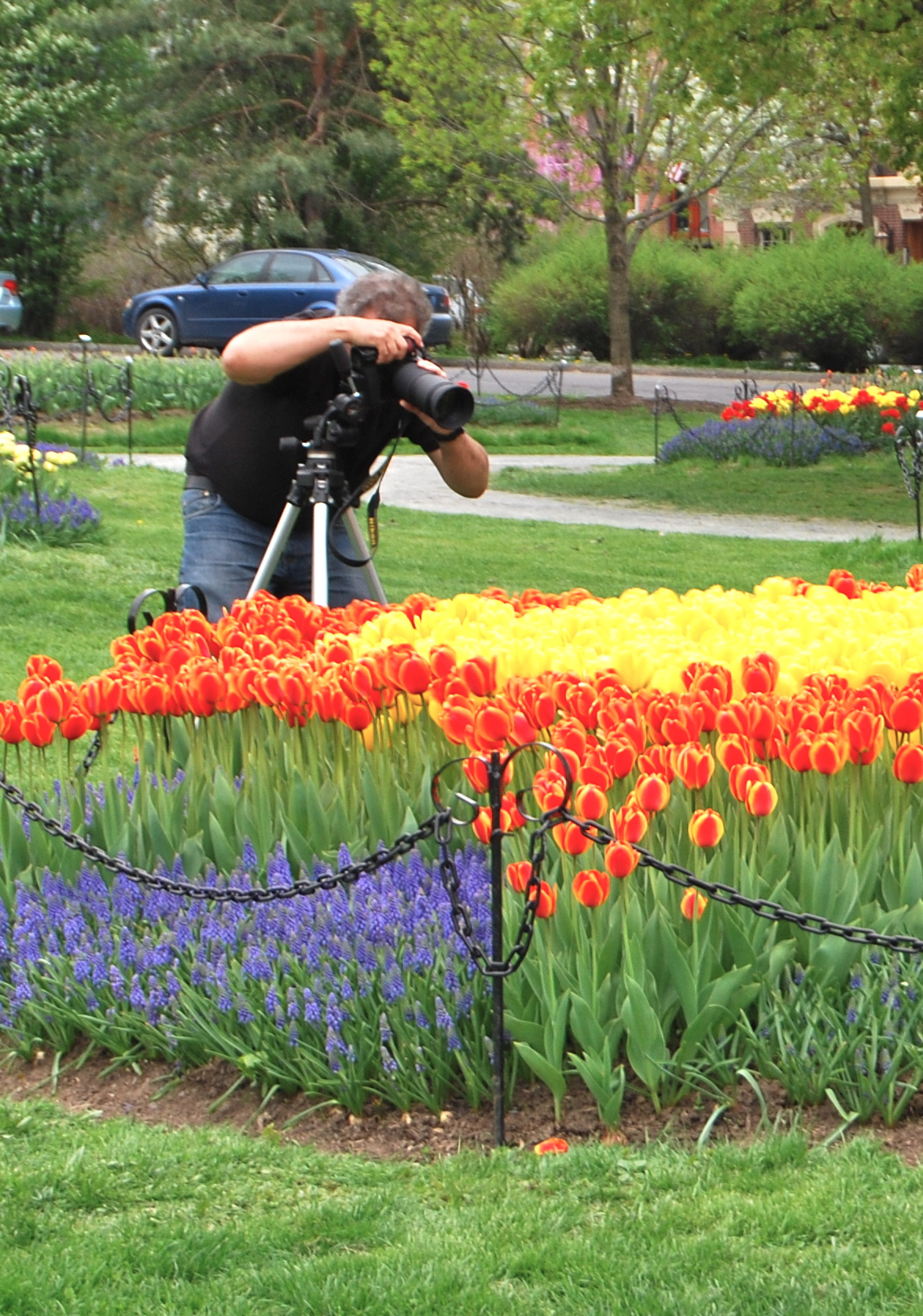

جشنواره لاله آلبانی، نیویورک یا TulipFest یکی از جشنواره‌های لاله است که هر بهار در پارک واشینگتن، در شهر آلبانی، نیویورک، ایالت نیویورک در کشور آمریکا برگزار می‌شود. در اول ژوئیه سال ۱۹۴۸ میلادی شهردار این شهر لاله را گل رسمی آلبانی اعلام کرد و یک درخواست به ملکهٔ هلند مبنی بر نامگذاری یک رقم لاله به نام آلبانی، فرستاد. همان سال ملکه درخواست او را پذیرفت و یکی از انواع نادر و نارنجی رنگ لاله را به نام آلبانی ثبت کرد.
اولین جشنواره در ۱۴ مه ۱۹۴۹ میلادی برگزار شد و تا به امروز نیز سنت برگزاری این جشنواره در این شهر برقرار مانده‌است.
در سال ۱۹۹۷ و مصادف با پنجاهمین سالگرد برگزاری این جشنواره، یک واریتهٔ لاله از نوع "Wonder Orange" در هلند کشف شد و به نام شهر آلبانی نامگذاری شد.